# Grit Müller
Grit Müller (Alemania, 6 de junio de 1972) es una nadadora alemana retirada especializada en pruebas de estilo libre larga distancia, donde consiguió ser subcampeona mundial en 1991 en los 800 metros estilo libre.

## Carrera deportiva
En el Campeonato Mundial de Natación de 1991 celebrado en Perth (Australia), ganó la medalla de plata en los 800 metros estilo libre, con un tiempo de 8:30.20 segundos, tras la estadounidense Janet Evans (oro con 8:24.05 segundos) y por delante de su paisana alemana Jana Henke (bronce con 8:30.31 segundos).